# Drepanosticta crenitis
Drepanosticta crenitis – gatunek ważki z rodziny Platystictidae.